# Roberto Donoso-Barros
Pour les articles homonymes, voir Donoso et Barros.
Roberto Donoso-Barros est un herpétologiste chilien, né le 5 octobre 1921 à Santiago du Chili et mort le 2 août 1975 à Concepción.

## Biographie
Il obtient un titre de docteur en médecine à l’université du Chili en 1947 et rejoint l’Institutio de Biología Juan Noé. En 1954, il devient professeur de biologie à l’université du Chili puis à partir de 1965 à l’université de Concepción. Donoso-Barros s’intéresse aux amphibiens et aux reptiles d’Amérique du Sud. Il a exercé une grande influence sur ses étudiants et sur l’étude de l’histoire naturelle dans son pays.

## Source
- Kraig Adler (1989). Contributions to the History of Herpetology,  Society for the study of amphibians and reptiles : 202 p.  (ISBN 0-916984-19-2)